# Cap Esterel

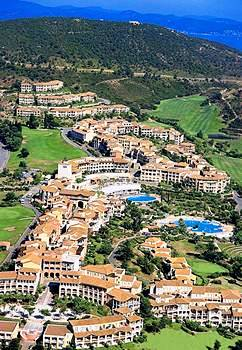
Havsutsikt över Cap Esterel.

Cap Esterel är en semesterby skapad av Pierre & Vacances på Esterelmassivet vid Medelhavets kust, nära samhället Agay i kommunen Saint-Raphaël. Det är Europas största semesterby.
1994 och 1995 sändes TV-serien Extrême Limite från byn.